# NGC 4154
NGC 4154 في الفهرس العام الجديد، هي مجرة، تقع في كوكبة . اكتشفت بواسطة ويليام هيرشل.

## روابط خارجية
- NGC 4154 على موقع ويكي سكاي: DSS2, SDSS, GALEX, IRAS, Hydrogen α, X-Ray, Astrophoto, Sky Map, Articles and images